# Feliks Błajda
Feliks Błajda (ur. 29 maja 1916 w Pawłówce, zm. 20 maja 2007) – polski żużlowiec.

## Kariera sportowe
Sport żużlowy uprawiał w latach 1950–1956 w barwach klubu Gwardia Bydgoszcz, zdobywając dwa medale drużynowych mistrzostw Polski: złoty (1955) oraz srebrny (1951). 
Dwukrotnie startował w turniejach "Criterium Asów" w Bydgoszczy, w latach 1952 (XII miejsce) oraz 1954 (X miejsce).